# Antoine Bouchacourt
Pour les articles homonymes, voir Bouchacourt.
Antoine Bouchacourt, né le 3 janvier 1812 à Lyon et mort dans cette même commune le 6 octobre 1898 , est un médecin français.

## Biographie
Fils aîné de Gabriel Bouchacourt, négociant à Lyon puis commissionnaire chargeur, et de Suzanne Geneviève Duclaux, Antoine Bouchacourt fait ses études au Collège royal de Lyon où il est élève de l'abbé Noirot. Parmi ses condisciples, il y a Hippolyte Fortoul, Joseph Arthaud et Frédéric Ozanam.
Il choisit la carrière médicale et il est nommé interne à 19 ans à l'hôpital de l'Antiquaille de Lyon. Il doit cependant, comme tous les étudiants en médecine lyonnais de cette époque, choisir une faculté pour passer son doctorat. Avec son ami Joseph Arthaud, il s'inscrit à la faculté de médecine de Paris et obtient son doctorat en 1836. Sa thèse a pour titre Observations, expériences et propositions sur quelques points de physiologie et de pathologie chirurgicale.  Il est parmi les membres de  la première conférence de la Société Saint Vincent de Paul, celle de Saint-Étienne-du-Mont.
De retour à Lyon, il devient chirurgien en chef à l'hospice de la Charité de Lyon en 1840 et enseigne l'anatomie, la physiologie, la médecine opératoire, la clinique chirurgicale et l'obstétrique. En fonction en 1849. Il sera professeur d'accouchements à L’École préparatoire de Médecine et de Pharmacie de Lyon de 1856 à 1877 puis professeur de Clinique obstétricale à la Faculté de 1877 à 1886, dirigeant de nombreuses thèses. Il est souvent signalé comme ayant pratiqué une césarienne en 1851, intervention rare à cette époque.
En 1847, celui-ci acquiert aux enchères la propriété de la Sablière à Caluire et Cuire mais, faute de moyens suffisants pour rembourser les dettes greffées à la propriété de Didier Petit, le précédent propriétaire, il la revendit le 19 octobre 1849 au soyeux Jean-Barthélémy Chazottier.
Marié deux fois, père de sept enfants (son dernier fils, Léon Bouchacourt, sera un pionnier de la radiologie), Antoine Bouchacourt est membre de plusieurs sociétés. Son nom apparait naturellement dans les sociétés médicales : il est président en 1841 de la Société médicale d'émulation de Lyon, membre en 1844 de la Société nationale de médecine et des sciences médicales de Lyon, et il fut président de l'association des médecins du Rhône. Membre correspondant  depuis 1889 de l'Académie nationale de médecine, il en devient membre associé en 1894. 
Il est aussi membre dès 1863, puis président en 1880, de l'Académie des sciences, belles-lettres et arts de Lyon, ainsi que de l'Association lyonnaise des amis des sciences naturelles en 1887.

## Publications et discours
- Observations, expériences et propositions sur quelques points de physiologie et de pathologie chirurgicale, Lyon , Impr. Didot le Jeune , 1836
- Du traitement de la tumeur et de la fistule lacrymale par cautérisation de la membrane muqueuse des paupières, Paris, [s.n.], 1838
- Recherches expérimentales et cliniques sur le diagnostic, le pronostic et le traitement des plaies, Paris, Impr. de Béthune et Plon , 1838
- Recherches et observations cliniques sur les tumeurs érectiles, Paris, imp. Bethune , 1838
- Remarques pratiques sur l'opération césarienne, recueillies aux leçons du professeur Moreau, Paris, 1838, (Extrait des Archives de médecine)
- Nouveau procédé de compression applicable à plusieurs maladies chirurgicales (égorgement du sein, du col de l'utérus), Acad. méd. , pli cacheté no 40, 18 décembre 1838
- Notes sur un cas d'athésie du vagin et sur son traitement par le débridement multiple , Paris, 1838, (Bulletin thérapeutique)
- Des Tumeurs nerveuses sous-cutanées et de leur traitement, Paris, impr. de Ducessois , 1841
- Recherches sur les accouchements, les maladies des femmes et des enfants, ... Deuxième Fragment d'un Voyage médical en Allemagne en 1842, Paris, J.-B. Baillière, 1843
- Mémoire sur la dégénérescence hydatique et hydatiforme des reins chez le fœtus, Lyon, 1842 ; Paris, J.-B. Ballière ; Lyon, Charles Savy jeune, libraire, quai des Célestins, 1844
- Du traitement de la grenouillette par l'injection iodée [Lyon], Imp. Th. Lepagnez, [1846]
- Mémoire sur le traitement du goître cystique par les injections iodées, Paris, impr. de Hennuyer, 1849
- De l'Accouchement laborieux, de ses causes et de ses indications, Discours prononcé en séance publique de l'administration des hôpitaux, le 31 mai 1855
- Du galactocèle et de son traitement par l'incision suivie de la cautérisation, Lyon, Imprimerie d'Aimé Vingtrinier, 1857
- Mémoire sur une altération spéciale de la Vessie ... Paris, Loéquin , 1859
- Considérations sur le traitement des suites de l'opération césarienne, Lyon, impr. de A. Vingtrinier, 1860
- Observation pour servir à l'histoire des polypes du vagin, Lyon, impr. de A. Vingtrinier, 1864
- Étude clinique sur la métrorrhée séreuse des femmes enceintes, Paris, F. Savy, 1868
- Éloge historique du docteur F. Devay, discours de réception lu à l'Académie impériale des sciences, arts et belles-lettres de Lyon dans la séance publique du 22 décembre 1868 / Lyon : Association typographique, 1869
- Académie des sciences, belles-lettres et arts de Lyon, discours prononcé aux funérailles de M. Blanc de Saint-Bonnet, le 12 juin 1880
- Contribution hippocratique à l'histoire de la grossesse nerveuse ou imaginaire, 1893

## Distinctions
Antoine Bouchacourt est fait chevalier de la Légion d'honneur le 26 août 1860.